# Firefight
Firefight ist ein kanadischer Film von Regisseur Paul Ziller aus dem Jahr 2003.

## Handlung
Als Dean und sein Kollege bei einem Geldtransport in einem Waldbrand eingeschlossen werden, kommen der Hubschrauberpilot George und der mitfliegende Feuerwehrmann Jonas im letzten Moment zur Hilfe. Dean, George und Jonas treffen sich später wieder und planen zusammen mit Rachel, die in der Rettungsleitstelle arbeitet, inspiriert von den Vorfällen einen Überfall auf einen Geldtransport.
Doch auch der Freund von Rachel, Gangster Wolf, bekommt von dem Vorhaben mit und ist seitdem ebenfalls hinter der Beute her. Zudem dreht plötzlich der Wind, sodass die Pläne des Überfalls nicht mehr funktionieren können. Schließlich kämpft die Gruppe im brennenden Wald gegen Wolf und seine Leute, die schließlich das Nachsehen haben und von der Polizei verhaftet werden. Die Beute wird von Jonas im Wald vergraben, von Rachel jedoch gestohlen. Diese setzt sich mit dem Geld auf eine Insel ab.

## Kritik
„Kurzweiliger Thriller mit Katastrophenfilm-Elementen, der anspruchslos unterhält.“

## Auszeichnungen
Firefight wurde 2004 für den Leo Award in British Columbia für die besten visuellen Effekte nominiert.